# In the Closet
In the closet är en låt av sångaren Michael Jackson från dennes album Dangerous
Låten som handlar om att hålla ett kändisförhållande vid liv var tänkt att vara en duett mellan Michael Jackson och Madonna. Madonna krävde dock för att vara med i låten att Michael Jackson skulle spela kvinnan i musikvideon och att hon skulle spela mannen. Michael vägrade och istället så sjungs Madonnas delar av Prinsessan Stéphanie av Monaco (från början kallad "Mystery Girl")
I musikvideon medverkar modellen Naomi Campbell
Låten som är väldigt kraftigt avvikande från de flesta av Michael Jacksons övriga låtar är producerad och skriven tillsammans tillsammans med Teddy Riley
2006 släpptes In the Closet på Dual Disc som en del av Visionary-projektet.

## Låtlista

### Storbritannien
1. In The Closet (7" edit) 4:49
2. In The Closet (club mix) 7:53
3. In The Closet (the underground mix) 5:32
4. In The Closet (touch me dub) 7:53
5. In The Closet (ki's 12") 6:55
6. In The Closet (the promise) 7:18

### USA
1. In The Closet (Club Edit) 4.07
2. In The Closet (the underground mix) 5:34
3. In The Closet (the promise) 7:20
4. In The Closet (the vow) 4:49
5. Remember The Time (new jack jazz 21) 5:06

## Liveframträdanden
- - Låten framfördes mixad tillsammans med "She Drives Me Wild" under alla konserter under HIStory Tour 1996-1997